# 周巽 (天順進士)
周巽（1428年—？），字敬用，江西吉安府吉水縣人，明朝政治人物。進士出身。

## 生平
江西鄉試第一百四十一名。天順四年（1460年）庚辰科會試第三十三名，殿試登進士第二甲第十八名。

## 家族
曾祖周子賓，贈兵部員外郎。祖父周岐鳳，曾任兵部員外郎。父亲周功懋。